# Macrocalamus lateralis
Macrocalamus lateralis är en ormart som beskrevs av Günther 1864. Macrocalamus lateralis ingår i släktet Macrocalamus och familjen snokar. IUCN kategoriserar arten globalt som livskraftig. Inga underarter finns listade i Catalogue of Life.
Arten förekommer i bergstrakter på Malackahalvön i Malaysia och Thailand. Utbredningsområdet ligger 300 till 1300 meter över havet. Macrocalamus lateralis är endast känd från två exemplar som hittades i bergsskogar.